# Obroatis vinea
Obroatis vinea är en fjärilsart som beskrevs av William Schaus 1911. Obroatis vinea ingår i släktet Obroatis och familjen nattflyn. Inga underarter finns listade i Catalogue of Life.